# Marsz dla Nauki
Marsz dla Nauki, oryg. March for Science (uprzednio Scientists' March on Washington) – seria zjazdów i demonstracji odbywających się w Waszyngtonie i 600 innych miastach świata w Dzień Ziemi 22 kwietnia 2017. Według organizatorów marsz miał charakter bezpartyjny, a jego rolą było docenienie nauki i jej roli w życiu codziennym. Marsze i demonstracje miały podkreślić rolę nauki jako dobra społecznego i wezwać do prowadzenia polityki opartej na dowodach w interesie społecznym. Organizatorzy marszu oszacowali liczbę uczestników na całym świecie na 1,07 mln, z czego 100 tys. wzięło udział w marszu w Waszyngtonie, 70 tys. w Bostonie, 60 tys. w Chicago, 50 tys. w Los Angeles, 50 tys. w San Francisco, 14 tys. w Phoenix i 11 tys. w Berlinie.
Organizatorzy zapowiedzieli kolejną edycję Marszu dla Nauki na 14 kwietnia 2018. Zarejestrowano około 70 wydarzeń satelitarnych, w tym w Nowym Jorku, Abudży (stolica Nigerii), Baraut (północne Indie).
W Polsce lokalna, warszawska edycja odbyła się w 2017 (22 kwietnia), 2018 (22 kwietnia) i 2019 (12 maja).
Zdaniem organizatorów marszu oraz popierających go osób wsparcie dla nauki powinno być bezpartyjne. Organizatorami marszy byli naukowcy nastawieni sceptycznie do poczynań Donalda Trumpa i krytycznie wobec jego polityki, uznanej przez nich za nieprzyjazną nauce. Na stronie organizatorzy zawarli przekaz: „Rząd amerykański, który ignoruje naukę, by wprowadzić swój nacechowany ideologią program, stanowi zagrożenie dla świata” (oryg. American government that ignores science to pursue ideological agendas endangers the world).
Protestujący spośród różnych tematów powiązanych z polityką naukową podnosili między innymi ten związany z wspieraniem polityki opartej na dowodach, jak i również rządowego wsparcia finansowego dla naukowców, koncepcji open government i akceptacji konsensusu naukowców wobec zmiany klimatu oraz ewolucji biologicznej. Marsze stanowiły część narastającej ówcześnie politycznej aktywności amerykańskich naukowców. Przybrała wzmożoną formę po wyborach prezydenckich oraz Marszu Kobiet 2017.
Robert N. Proctor, historyk nauki na Uniwersytecie Stanforda, ocenił Marsz dla Nauki jako niesłychany pod względem skali i różnorodności zaangażowanych [w niego] środowisk naukowych oraz mający swe korzenie w szerokim rozumieniu zmasowanego ataku na myśli naukowe uznane za nienaruszalne dla środowisk naukowych.

## Tło

### Donald Trump
W 2012 Donald Trump określił zachodzącą zmianę klimatu jako mistyfikację. W okresie swojej kandydatury obiecał wznowić konstrukcję rurociągu Keystone XL i wycofać regulacje Environmental Protection Agency (EPA) wdrożone przez rząd Baracka Obamy.
Po wybraniu na prezydenta, zespół przejścia Trumpa (tzw. transition team) rozpoczął poszukiwania pracowników Departamentu Energii Stanów Zjednoczonych (DOE), którzy pracowali nad tematem zmiany klimatu podczas rządów Obamy. Przed inauguracją Trumpa wielu naukowców badających zmianę klimatu rozpoczęło pobieranie danych dotyczących klimatów ze stron internetowych, z obawy przed ich zdjęciem po objęciu urzędu przez nowego prezydenta. Inne działania obiecane przez rząd Trumpa, które miały wpływ na decyzję o organizacji marszu, to między innymi wycofanie się z porozumienia paryskiego, stanowiska członków jego gabinetu, wstrzymanie wydawania grantów na badania i zakaz wypowiadania się dla mediów nałożony na naukowców pracujących w EPA, a dotyczący przedstawiania wyników ich badań. W lutym 2017 William Happer, potencjalny doradca Trumpa sceptyczny wobec zachodzących zmian klimatycznych, opisał pole nauk o klimacie jako przypominające kult, a samych naukowców jako mających pusty wzrok (oryg. glassy-eyed, dotyczy szczególnie wzroku osób będącego pod wpływem środków psychoaktywnych). ScienceInsider odniósł się do pierwszych planów budżetowych Trumpa jako ponurych, co miało związek z dużymi cięciami w finansowaniu National Oceanic and Atmospheric Administration (NOAA), Biura Badań i Rozwoju, biura naukowego i programów energetycznych DOE, United States Geological Survey (agencja naukowo-badawcza), National Institutes of Health i innych agencji.

### Międzynarodowe wsparcie
Zaplanowano wydarzenia satelitarne w krajach z całego świata. Lokalne marsze miały na celu zarówno wyrażenie jednomyślności z amerykańskimi naukowcami i tymi zajmującymi się klimatem ogółem, jak i potępienie naruszenie wolności akademickiej na całym świecie. Dotyczy to między innymi działań rządu węgierskiego związanych z Central European University w Budapeszcie, czystek wśród tureckich instytucji z 2016, jak i lokalnych problemów.

## Przygotowanie i uczestnicy
Głównym źródłem inspiracji dla organizatorów marszu był Marsz Kobiet 2017, który odbył się 21 stycznia 2017. Konkretny pomysł zrodził się podczas dyskusji na Reddicie dotyczącej usunięcia ze strony Białego Domu odniesień do zmiany klimatu. Anonimowy użytkownik o nicku Beaverteeth92 wyraził konieczność zorganizowania „marszu naukowców na Waszyngton”. Pomysł ten podchwycili inni użytkownicy. Jonathan Berman, będący na stażu podoktorskim w University of Texas Health Science Center i uczestnik pierwszej rozmowy na temat marszu, utworzył stronę wydarzenia na Facebooku, wpis na Twitterze oraz nową stronę dla marszu. W niecały tydzień wydarzenie na Facebooku zyskało 300 tys. zainteresowanych; liczba ta wzrosła później do 800 tys. Wśród naukowców znalazły się osoby zarówno wspierające, jak i krytykujące ten pomysł.

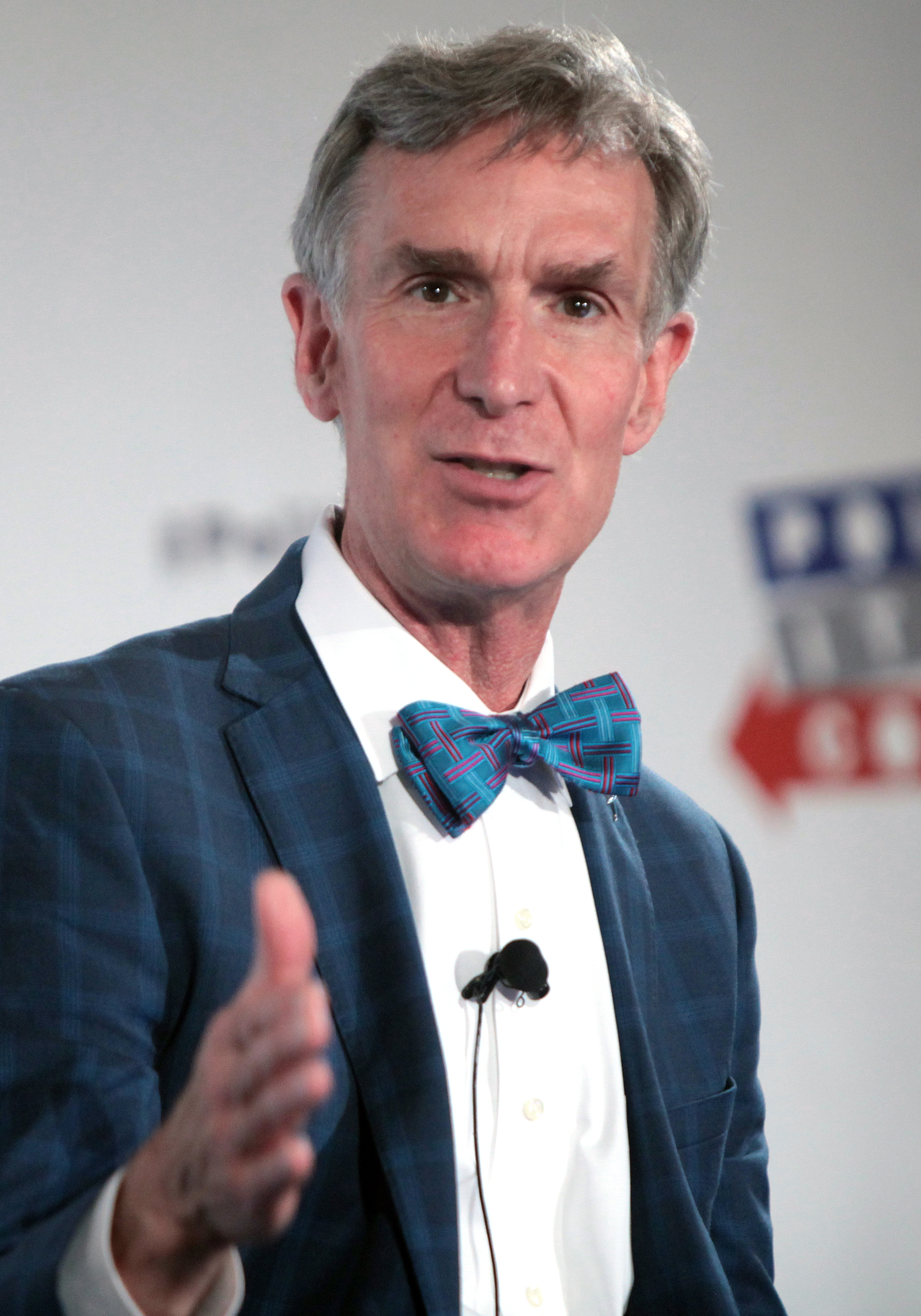
Bill Nye, jeden z organizatorów

30 marca 2017 ogłoszono, że marszowi przewodniczyć będą Bill Nye, Mona Hanna-Attisha i Lydia Villa-Komaroff, mianowani honorowymi współprowadzącymi marsz. Protesty zaplanowano na Dzień Ziemi, a wydarzenia satelitarne odbyły się w setkach miast na całym świecie.
Podczas corocznego posiedzenia American Association for the Advancement of Science (AAAS), największej organizacji naukowej w stanach Zjednoczonych, podtrzymany został pomysł organizacji „Rally to Stand Up for Science” (dosł. Zjazdu w obronie nauki) na Copley Square w Bostonie 19 lutego 2017. Jeszcze tego samego miesiąca AAAS wyraziło poparcie dla marszu. Do połowy marca blisko 100 organizacji naukowych stanęło po stronie organizatorów Marszu dla Nauki; wśród nich było wiele stowarzyszeń. Aprobatę dla organizatorów wyraziły takie organizacje jak American Geophysical Union, American Association of Geographers, American Association of Physical Anthropologists, Society for Neuroscience, Society for Freshwater Science, American Statistical Association, Association for Psychological Science, American Sociological Association, Electrochemical Society, Entomological Society of America, California Academy of Sciences czy Monterey Bay Aquarium.
University of Delaware Center for Political Communication od 31 marca do 18 kwietnia przeprowadziło za pośrednictwem internetu ankietę wśród 1040 uczestników marszu. Wyniki przedstawiono poniżej:
| Powód                                                                            | Odsetek uznający go za „bardzo ważny” |
| -------------------------------------------------------------------------------- | ------------------------------------- |
| Zachęcenie urzędników do podejmowania decyzji w oparciu o naukowe fakty i dowody | 97%                                   |
| Sprzeciw wobec politycznych ataków na rzetelność nauki                           | 93%                                   |
| Zachęcenie publiki do wsparcia dla nauki                                         | 93%                                   |
| Protest przeciwko cięciu finansowań badań naukowych                              | 90%                                   |
| Celebrowanie wartości nauki i naukowców dla społeczeństwa                        | 89%                                   |
| Publiczna promocja edukacji i ogólnej wiedzy naukowej                            | 86%                                   |
| Zachęcenie naukowców do angażowania się w publiczne działania                    | 70%                                   |
| Wsparcie dla różnorodności w nauce                                               | 68%                                   |
| Większe zaangażowanie w politykę i podejmowanie decyzji                          | 45%                                   |

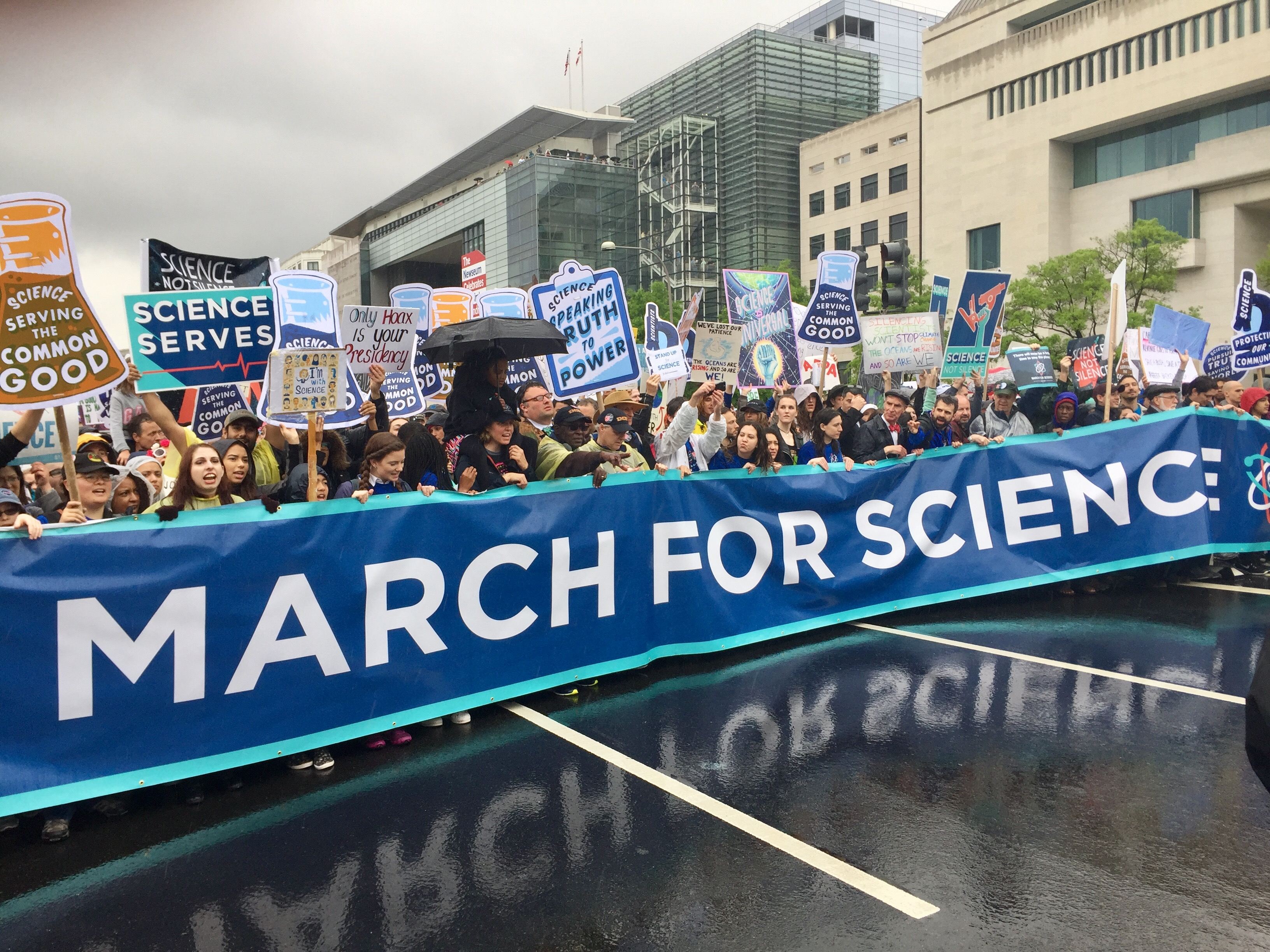
Przemarsz w kierunku Kapitolu

Przed nadejściem kwietnia entuzjaści marszu natrafili na dziergane czapki przypominające mózgi i zaproponowali je jako symbol wsparcia dla marszu, analogicznie do roli różowych „kocich” czapek w ruchu pussyhat.

## Przemarsz
Główny marsz w Waszyngtonie rozpoczął się zbiórką o 10 rano oraz serią przemówień przy Pomniku Waszyngtona. Na przemian wypowiadali się zwykli obywatele, naukowcy i inżynierowie; wśród nich znalazł się Denis Hayes, współorganizator pierwszego Dnia Ziemi (1970), oraz Bill Nye. W zlocie nie brali udziału politycy. O godzinie 14 tysiące uczestników mimo deszczu ruszyło w dół Constitution Avenue, kierując się na 3rd Street (NW) pomiędzy National Mall i zachodnią ścianą Kapitolu.
Protestujący zebrali się także w ponad setce miast świata, w tym w liczbie około 70 tys. w Botsonie i blisko 150 tys. w kilku miastach Kalifornii.

## Odbiór

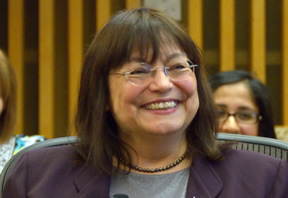
Lydia Villa-Komaroff

Profesor Robert Proctor z Uniwersytetu Stanforda stwierdził, że Marsz dla Nauki był podobny do innych działań naukowców, jak Physicians for Social Responsibility; wyróżniał się jednak większą skalą, która stanowiła konsekwencję szerzej pojętego zmasowanego ataku na myśli naukowe uznane za nienaruszalne dla środowisk naukowych.

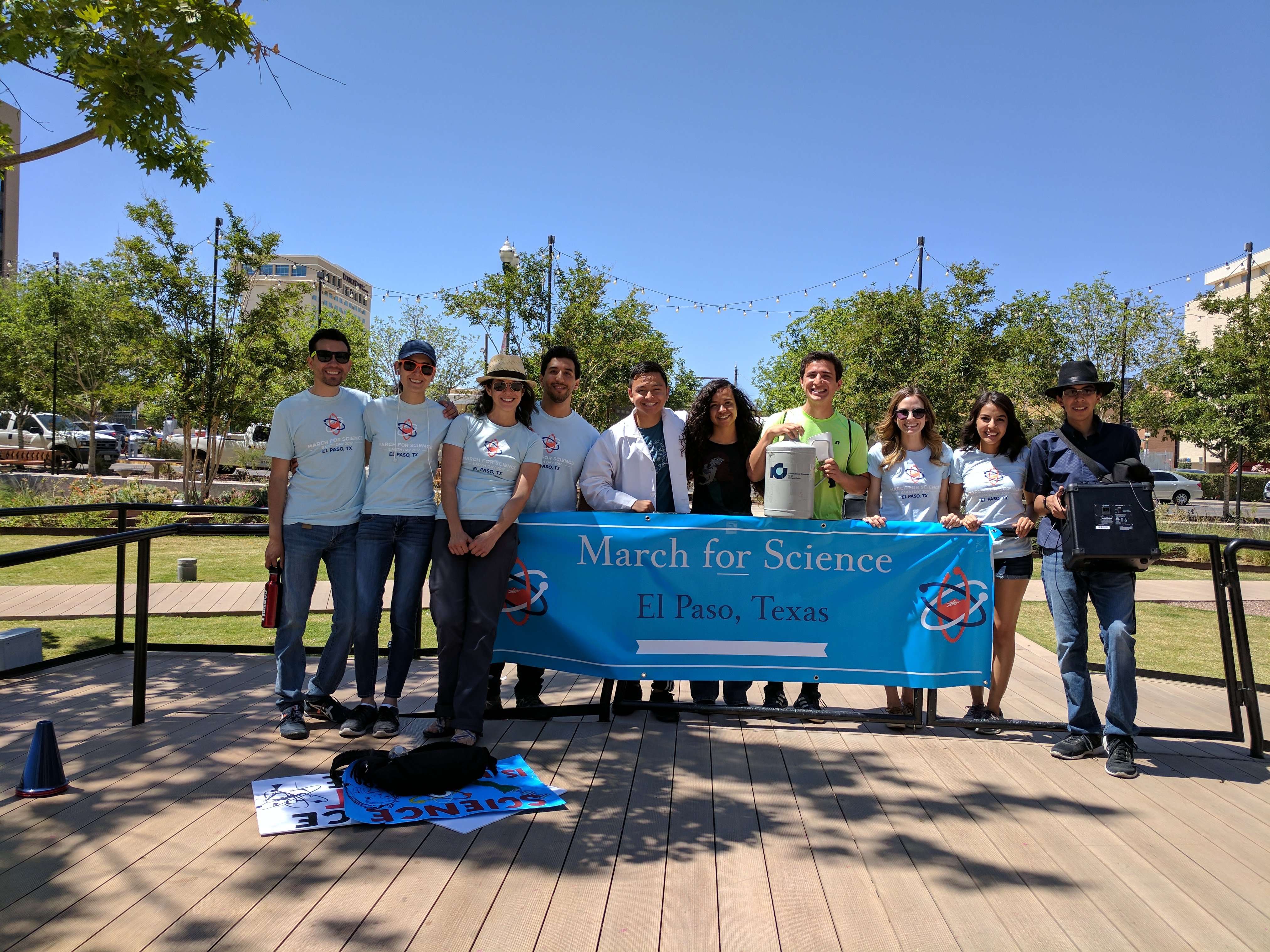
Organizatorzy i kilku uczestników lokalnego marszu w El Paso w Teksasie

### Wsparcie
26 stycznia 2017 ówczesny senator Bernie Sanders wstawił się za marszami, gratulując tym naukowcom i badaczom, którzy stawiają opór. Bill Foster, fizyk i jedyny ówczesny członek Kongresu z doktoratem z dziedziny nauk przyrodniczych, zapowiedział udział w marszu, nie jako Demokrata z Kongresu, tylko jako naukowiec. Według Fostera marsz miał charakter polityczny, lecz nie partyjny, stwierdzając: widząc politykę, która nie jest spójna ze znanymi prawami nauki, każdy obywatel-naukowiec powinien otwarcie wypowiedzieć się.
W lutym AAAS oraz inne organizacje wyraziły pochwałę dla marszu. Rush Holt Jr., członek AAAS, odniósł się pozytywnie do zaangażowania naukowców w politykę. Holt podkreślił także znaczenie docenienia i zrozumienia nauki w ogólnej populacji.

Najbardziej interesujące jest, moim zdaniem, to że każdy może wskazać pewne spontaniczne wysiłki w obronie nauki mające miejsce w ostatnich kilku dekadach. To nie jest marsz za czy przeciw GMO lub za albo przeciw energetyce jądrowej. Rozchodzi się o wartość nauki i potęgę dowodów. Ludzie, co zresztą zrozumiałe i słuszne, oburzają się na to, że w tak wielu dziedzinach polityki publicznej ideologia wypiera naukę, że dowód zdaje się być czymś opcjonalnym w kształtowaniu polityki, a wasi urzędnicy używają takich wyrażeń, jak fakt alternatywny – Rush Holt  (Wolny przekład)

### Krytyka
Liczni naukowcy wyrazili zaniepokojenie z powodu organizacji marszu. Sylvester James Gates uprzedził, że tak przepełnione polityką wydarzenie może dać publice do zrozumienia, że naukowcy są napędzani bardziej ideologią, niż dowodami. Zaprzeczający zmianie klimatu William Happer stwierdził, że nie ma dowodów na to, że prezydent jest przeciw nauce (w kontekście marszu). Pisząc dla New York Times Robert S. Young argumentował: [marsz] wzmocni narrację ze strony sceptycznych konserwatystów, jakoby naukowcy byli interesowni i upolityczniali swoje dane, badania i odkrycia dla celów własnych. Zaproponował w zamian, by naukowcy przemaszerowali przez tereny lokalnych stowarzyszeń, kościołów, wesołych miasteczek i, w prywatnym zakresie, biura urzędników.

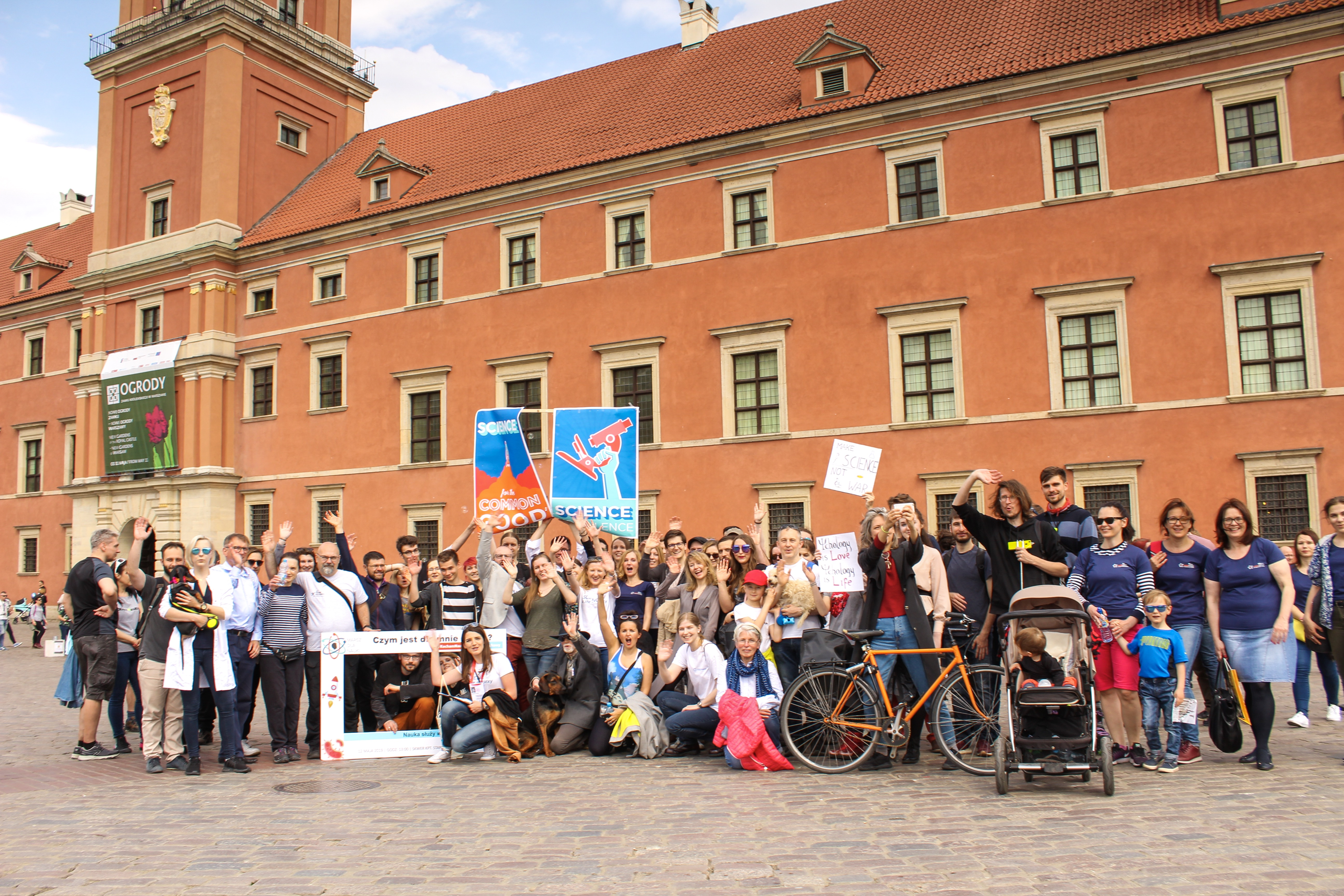
Uczestnicy Marszu dla Nauki – Warszawa, 2019 r.

Odpowiadając na zarzuty upolityczniania marszu meteorolog i felietonista Eric Holthaus zaznaczył, że pole naukowe zawsze było upolitycznione i odniósł się do sprawy Galileusza. Holthaus stwierdził, że naukowcy powinni protestować, gdy w wątpliwość podawana jest sama prawda.
Rozważając rolę nauki w polityce i rządach, Rush Holt wytknął błędne przekonanie o sprzeczności nauki z polityką:

Zasada w tym fachu jest taka, że ograniczasz się do swojej nauki, a jeśli interesuje cię, jak nauka wpływa na politykę publiczną lub publicznie podnoszone pytania, po prostu pozwól faktom mówić za siebie. Oczywiście, to zwodnicze. Fakty ze swej natury są nieme.  (Wolny przekład)

Organizator marszu w San Francisco, Kristen Ratan, debatował z Jerrym Coyne w KQED w związku z jego krytyką marszu i zaznaczył, że millenialsi dopiero co zapoznają się z aktywizmem i powinni zostać do niego zachęceni. Ratan poczynił również rozróżnienie między czymś upolitycznionym a upartyjnionym, sugerując, że Marsz dla Nauki ma charakter polityczny, lecz nie partyjny, co oznaczałoby ślepe przywiązanie do danej partii.

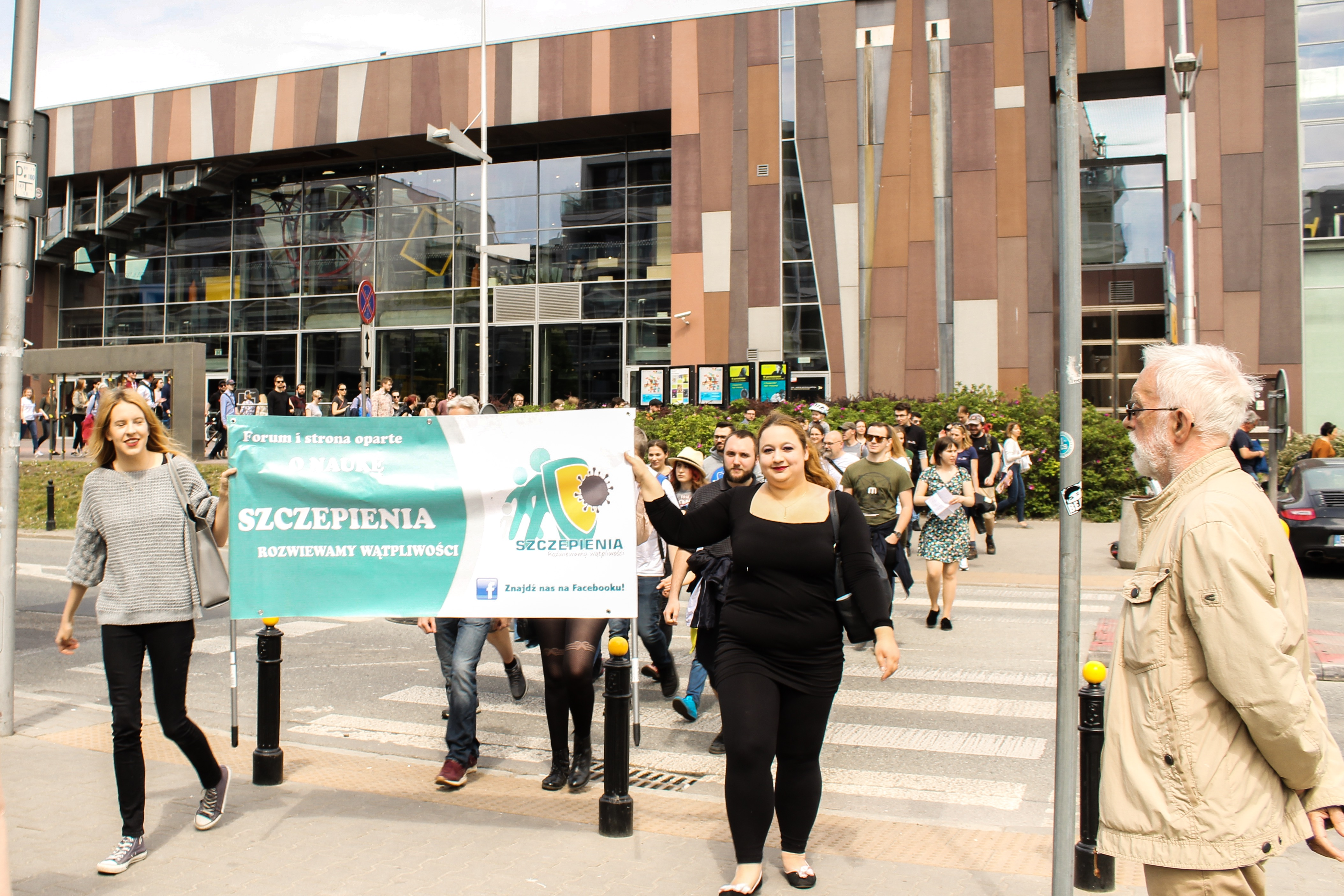
Marsz dla Nauki, Warszawa, 2019 r.

## Ciąg dalszy
Po odbywającej się w 2017 edycji marszu organizatorzy zachęcili ludzi do udziału w „Week of Action” („Tygodniu Działań”), przedstawiając zarys codziennych zadań dla uczestników.